# وادی نجاء
وادی نجاء (به عربی: وادی النجاء) یک شهرداری در الجزایر است که در استان میله واقع شده‌است. وادی نجاء ۵۳٫۳۹ کیلومتر مربع مساحت و ۱۹٬۷۳۹ نفر جمعیت دارد.